# Veyrines-de-Vergt
Veyrines-de-Vergt é uma comuna francesa na região administrativa da Nova Aquitânia, no departamento Dordonha. Estende-se por uma área de 12 km². Em 2010 a comuna tinha 259 habitantes (densidade: 21,6 hab./km²).